# Urská standarta

Urská standarta - „strana války“

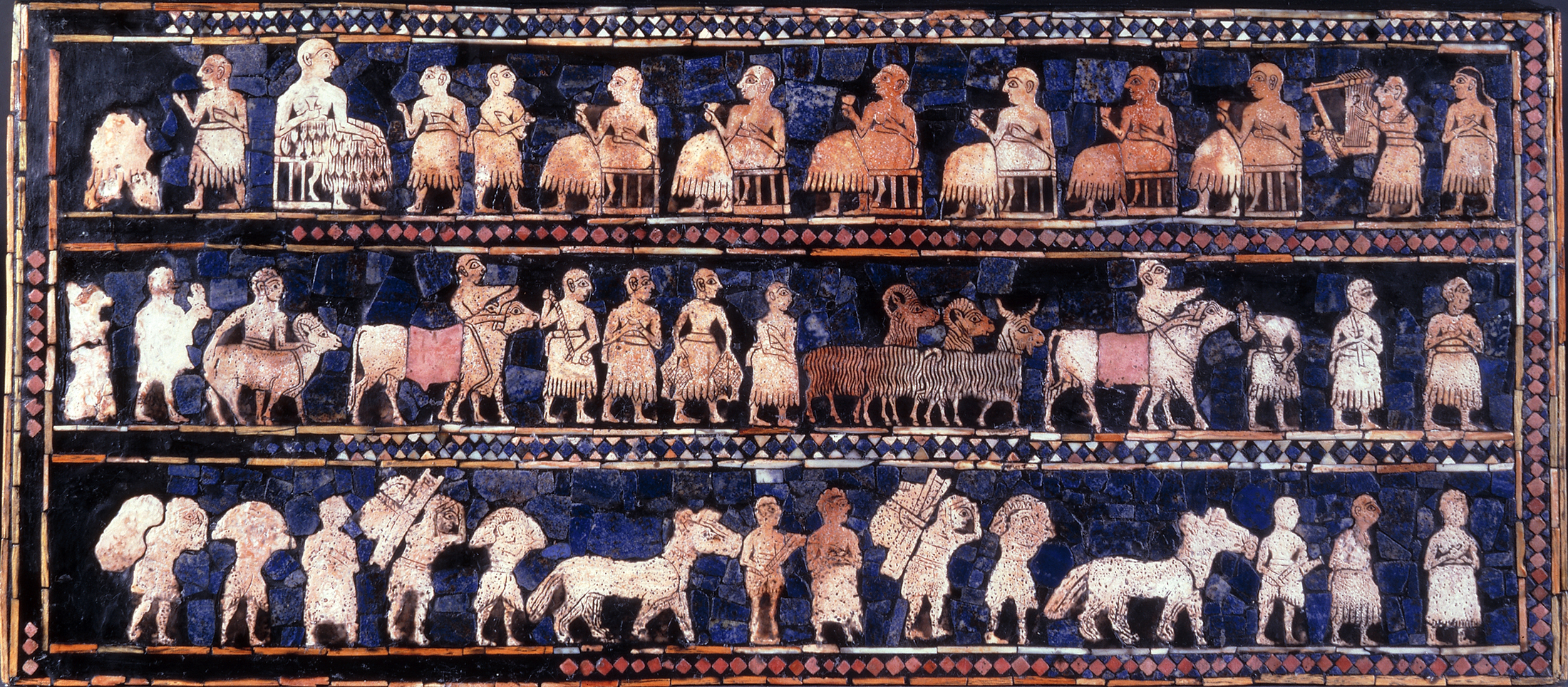
Urská standarta - „strana míru“

Urská standarta (anglicky Standard of Ur) je název sumerského artefaktu z města Ur, pocházejícího pravděpodobně z 26. století př. n. l. Původně byla vytvořena ze dvou kamenných desek. Na desky byly asfaltem přilepeny střípky z perleti, červeného vápence a lazuritu. V dnešní rekonstruované podobě, která však nemusí odpovídat původní podobě, jde o dřevěnou truhlici, vyloženou mozaikou. Byla nalezena britským archeologem Leonardem Woolleyem ve 20. letech 20. století. V současné době se nachází v Britském muzeu v Londýně. Název pochází z původního výkladu nálezce, který artefakt považoval za standartu. Tento účel však nebyl dalším zkoumáním potvrzen.